# Doddadanavahalli, Malur
Doddadanavahalli là một làng thuộc tehsil Malur, huyện Kolar, bang Karnataka, Ấn Độ.